# Arenaria roseiflora
Arenaria roseiflora là loài thực vật có hoa thuộc họ Cẩm chướng. Loài này được Sprague mô tả khoa học đầu tiên năm 1916.